# (14080) Heppenheim
(14080) Heppenheim est un astéroïde de la ceinture principale.

## Description
(14080) Heppenheim est un astéroïde de la ceinture principale. Il fut découvert le 1er avril 1997 à Heppenheim par l'observatoire de Starkenburg. Il présente une orbite caractérisée par un demi-grand axe de 2,37 UA, une excentricité de 0,08 et une inclinaison de 6,5° par rapport à l'écliptique.

## Compléments